# Württemberger Schachthydrant

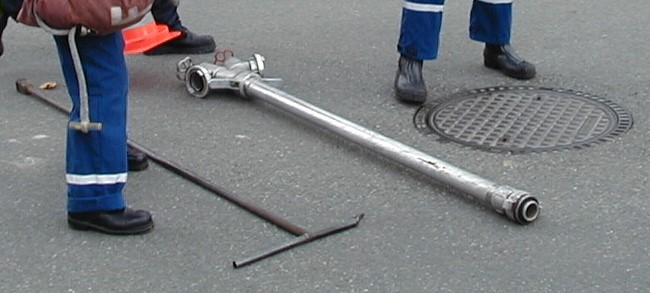
Schieberschlüssel, Standrohr und Deckel eines Württemberger Schachthydranten

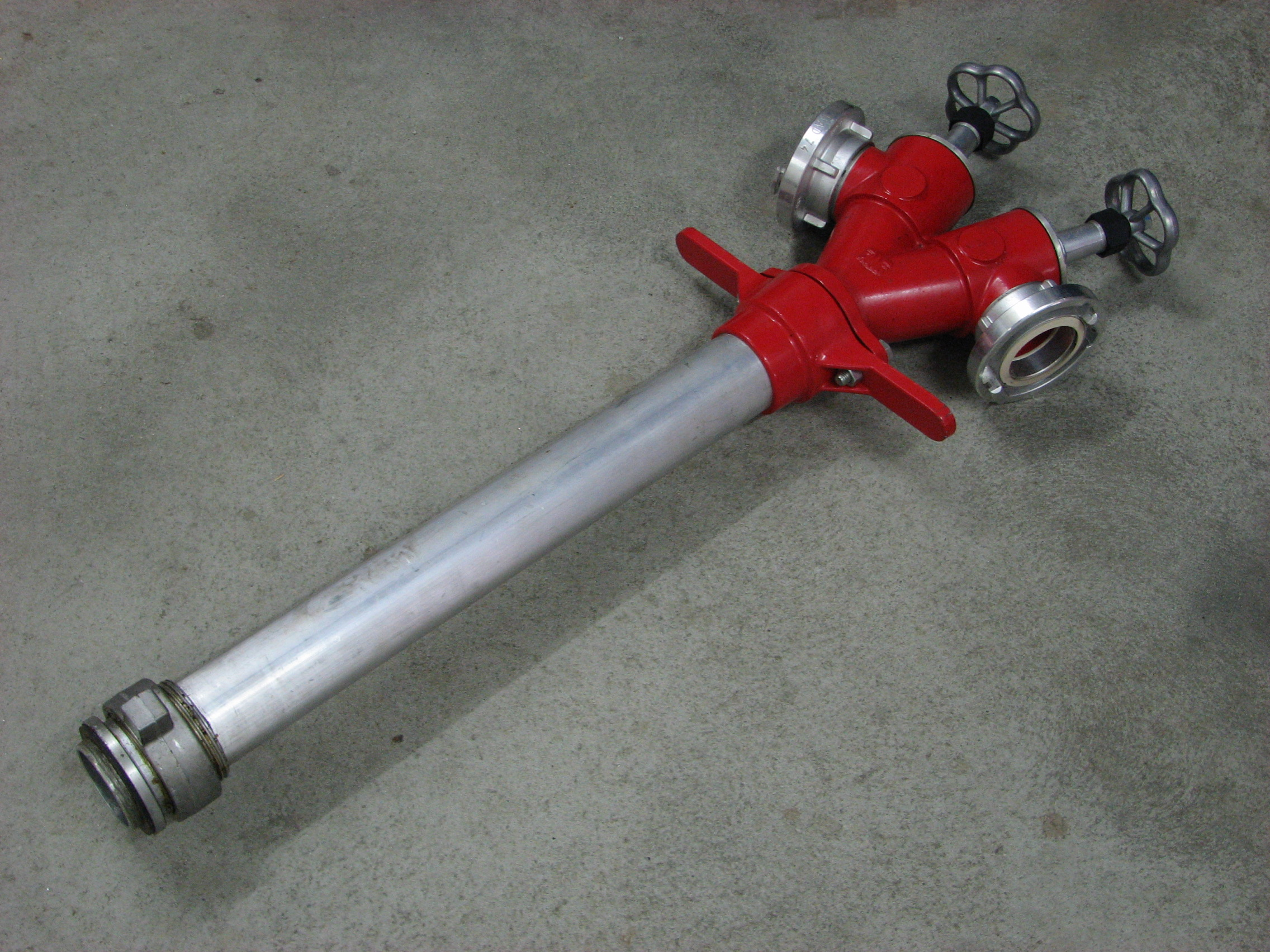
Zum Vergleich ein normales Standrohr

Der Württemberger Schachthydrant ist ein Unterflurhydrant, welcher tiefer als der „normale“ Hydrant liegt. Im Unterschied zu den sonst in Deutschland verwendeten Hydranten ist ein längeres Standrohr und optional ein Standrohrhalter erforderlich, außerdem ist der Hydrant mit einer Klaue DN 50 (sonst DN 80) versehen.
Diese Hydranten findet man nur in einigen Gegenden von Baden-Württemberg, vornehmlich in Württemberg.
Standrohre in „normaler“ Ausführung mit einem Standrohrfuß DN 80 können an diesen Hydranten nicht eingesetzt werden. Daher sind württembergische Feuerwehrfahrzeuge mit zwei unterschiedlich langen Standrohren bestückt, um die Löschwasserversorgung sicherzustellen.